# Lev Jasjin
Lev Ivanovitj Jasjin (ryska: Лев Инанович Яшин), född den 22 oktober 1929 i Moskva, dåvarande Sovjetunionen, död den 20 mars 1990, var en fotbollsmålvakt. Mellan 1954 och 1970 spelade Jasjin 74 landskamper för det sovjetiska landslaget och deltog bland annat i fyra VM-turneringar. Han blev framröstad till århundradets bästa målvakt av International Federation of Football History & Statistics.

## Biografi

### Liv och klubbkarriär
Jasjin växte upp i en arbetarfamilj i Moskva och redan som tolvåring tvingade andra världskriget honom att börja arbeta som hjälp i en militärfabrik. Han började att spela fotboll i fabrikens eget fotbollslag. Där blev han upptäckt av Dynamo Moskva som erbjöd honom att börja spela för deras ungdomslag. Han debuterade för A-laget 1950, men Jasjins A-lagsdebut blev inte lyckad då han släppte in ett enkelt mål, en utspark från motståndarnas målvakt som gick direkt i mål. Den säsongen spelade Jasjin bara två ligamatcher och sedan dröjde det tre år innan han spelade en A-lagsmatch igen.
Samtidigt spelade Jasjin målvakt för Dynamos ishockeylag och han var med och vann en ishockeyturnering 1953.
Jasjin tillbringade hela sin fotbollskarriär i Dynamo Moskva, från 1949 till 1971. Han vann ligan med Dynamo Moskva fem gånger och blev även cupmästare tre gånger. Jasjin är dessutom den enda målvakten i historien som blivit utsedd till Europas bästa fotbollsspelare, då han 1963 tilldelades Ballon d'Or. Han räddade också cirka 150 straffsparkar under sin karriär. Han kallades "Den svarta spindeln" eftersom han alltid spelade i svarta kläder.

### Internationell karriär
1954 blev Jasjin för första gången inkallad till A-landslaget. Med landslaget blev han mästare i OS 1956 och han vann även EM med Sovjetunionen 1960. Han spelade tre VM-slutspel för Sovjetunionen, 1958, 1962 och 1966. Jasjin var även med i truppen till VM i Mexiko 1970, men endast som tredjemålvakt, och han spelade ingen match. Under VM i Sverige 1958 blev han uttagen i världslaget efter sina enastående prestationer i turneringen.
1962 visade ändå Jasjin att han var mänsklig, då han gjorde ett par grova misstag under turneringen. Bland annat under matchen mot Colombia där Sovjetunionen ledde med 4-1, men tappade till 4-4 efter att Jasjin släppt in några enkla mål. Jasjins misstag i den matchen gjorde att den franska tidningen l'Equipe skrev att "Detta är slutet på Jasjins karriär." Sovjet lyckades ändå ta sig till kvartsfinal, men där förlorade man mot värdlandet Chile. Totalt blev det 74 landskamper för Jasjin.

### Död
Jasjin avled 1990, 60 år gammal, i sviterna av magcancer efter att ha behövt amputera ett ben 1986 och ett 1989.[källa behövs]

## Meriter
- 74 A-landskamper för Sovjetunionens fotbollslandslag
- EM i fotboll: 1960, 1964
  - EM-guld 1960
- VM i fotboll: 1958, 1962, 1966
  - VM-semifinal 1966
  - VM-kvartsfinal 1958, 1962
- Olympiska spelen
  - OS-guld 1956
- Individuella meriter
  - Ballon d'Or 1963

## Utmärkelser
Asteroiden 3442 Yashin är uppkallad efter honom.